# Mozilla Calendar
El Mozilla Calendar va ser un projecte de la Fundació Mozilla per afegir funcionalitats de gestió de calendaris i gestió d'informació personal basats en l'estàndard iCalendar als programes de Mozilla.
El projecte va néixer l'any 2001 com a extensió de la Mozilla Suite amb l'objectiu d'integrar-se com a component d'aquest programa. L'any 2003 la Fundació Mozilla va decidir reconvertir l'extensió Mozilla Calendar en un programa autònom, el Mozilla Sunbird, i el desembre de l'any següent va anunciar la creació del projecte Lightning, que a diferència del Calendar, tenia per objectiu integrar les funcionalitats del Sunbird dins del Mozilla Thunderbird.